# Valencia (Bohol)
Valencia (Bayan ng Valencia) är en kommun i Filippinerna. Kommunen tillhör provinsen Bohol och ligger på ön med samma namn. Folkmängden uppgår till 24 363 invånare.

## Barangayer
Valencia är indelat i 35 barangayer.
| - Adlawan - Anas - Anonang - Anoyon - Balingasao - Botong - Buyog - Canduao Occidental - Canduao Oriental - Canlusong - Canmanico - Cansibao | - Catug-an - Cutcutan - Danao - Genoveva - Ginopolan - La Victoria - Lantang - Limocon - Loctob - Magsaysay - Marawis - Maubo | - Nailo - Omjon - Pangi-an - Poblacion Occidental (Sawang) - Poblacion Oriental (Sur) - Simang - Taug - Tausion - Taytay - Ticum - Banderahan (Upper Ginopolan) |

## Bildgalleri

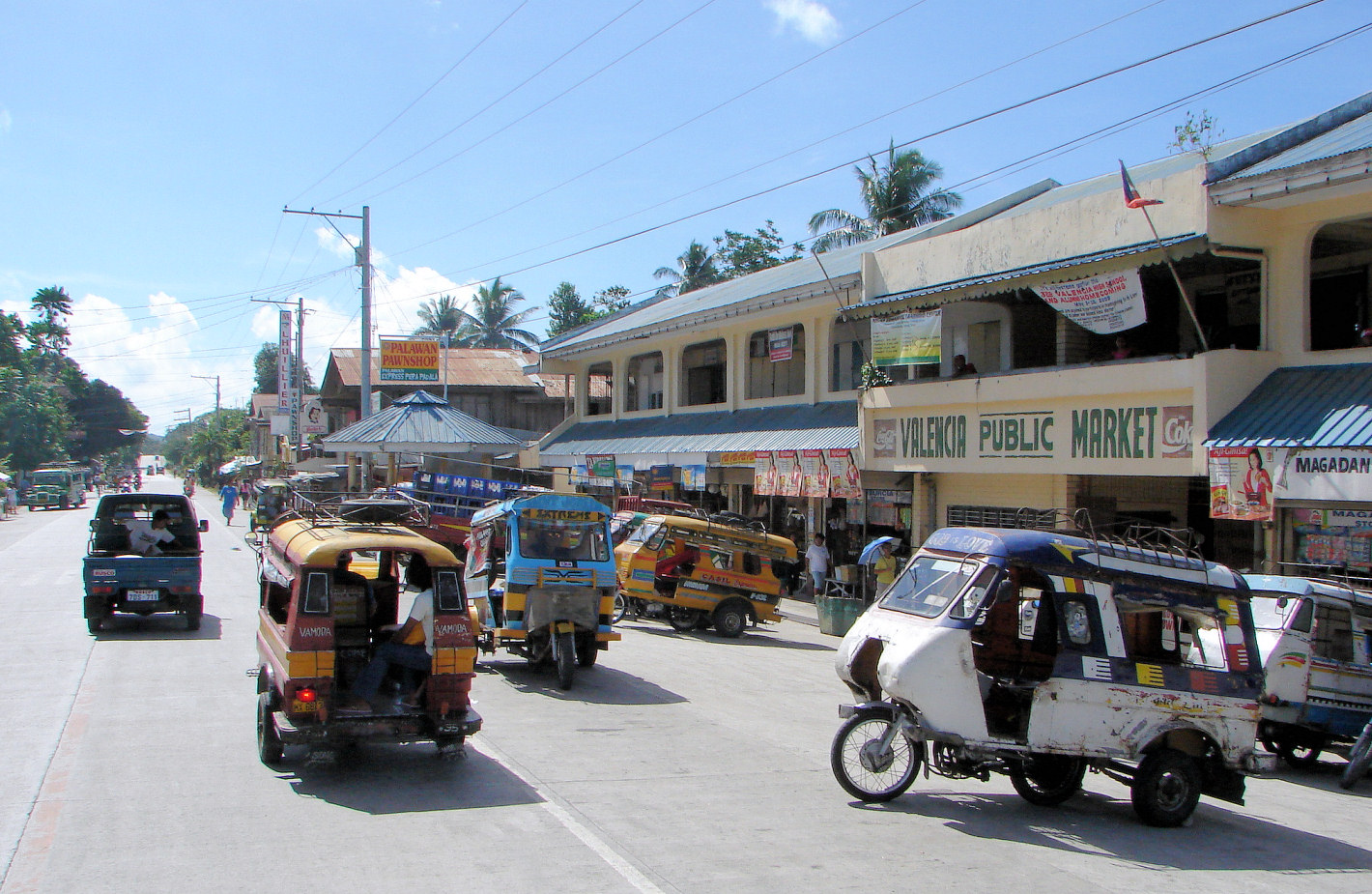
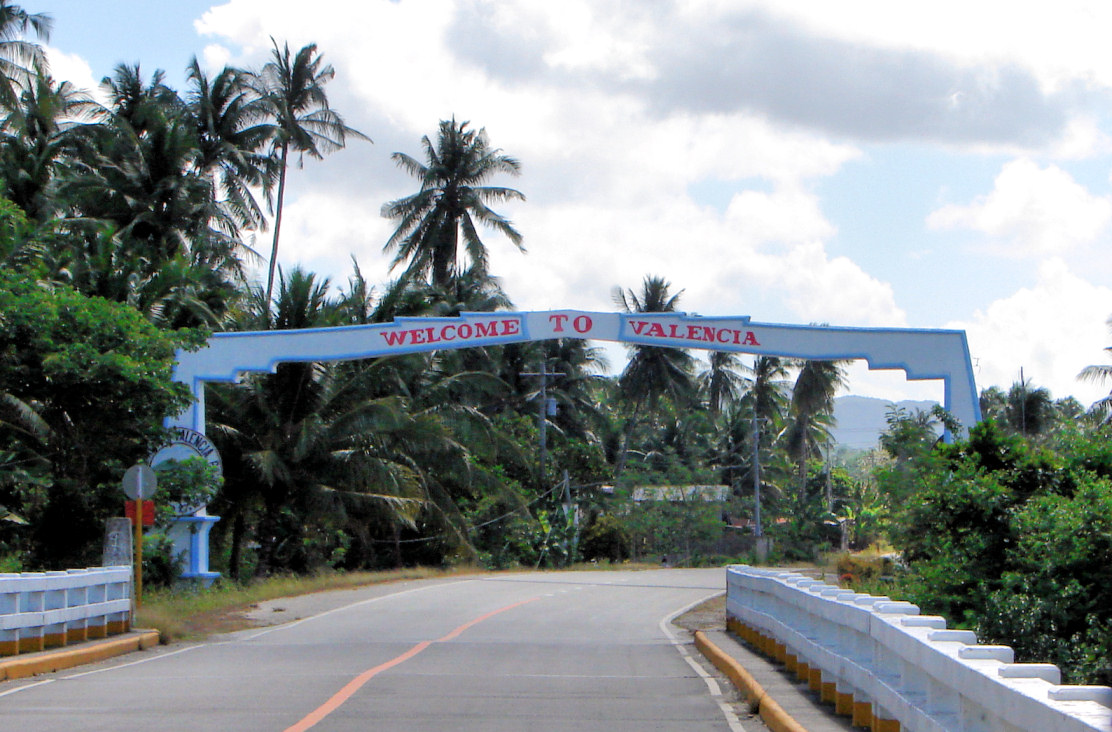
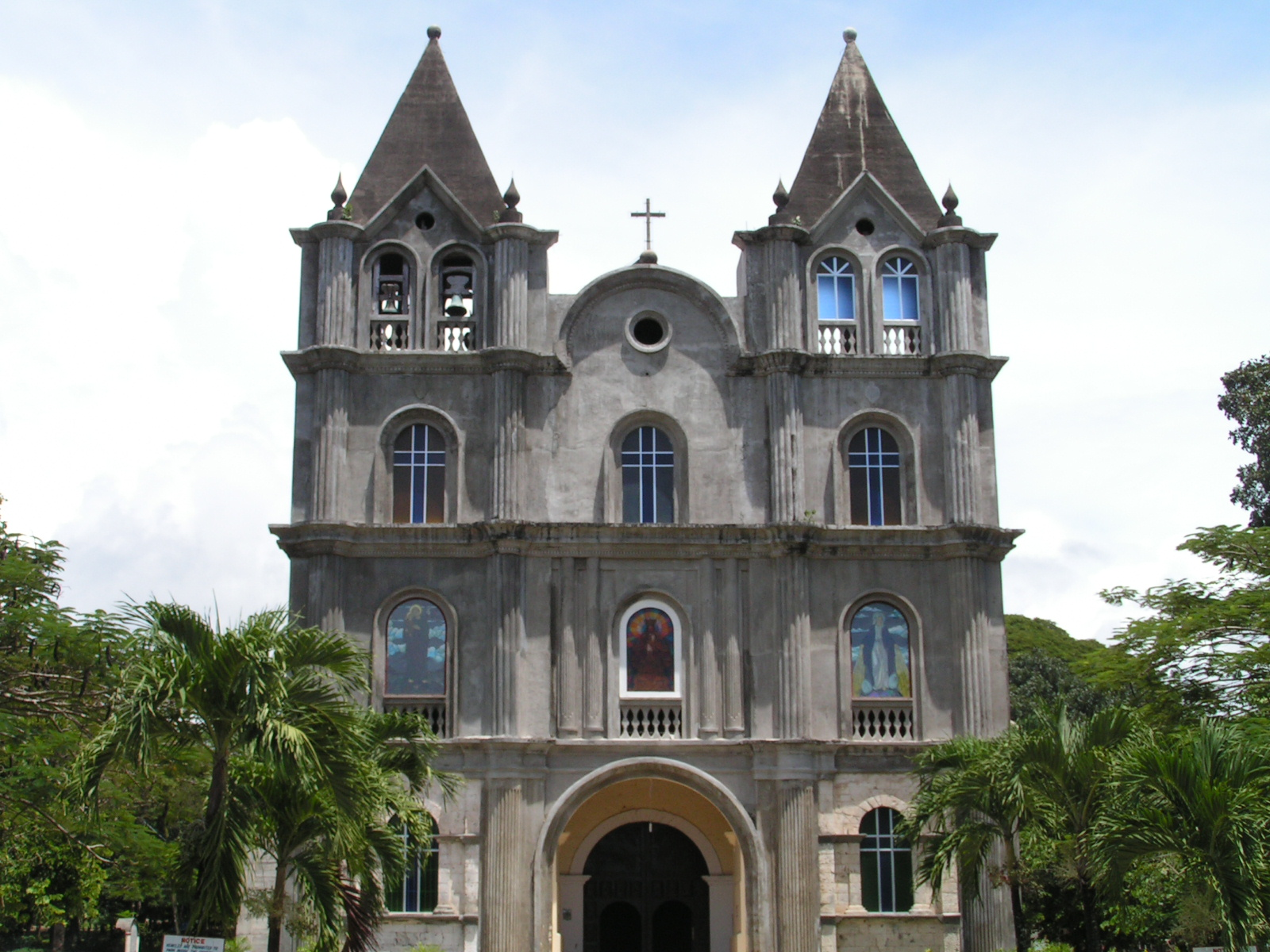
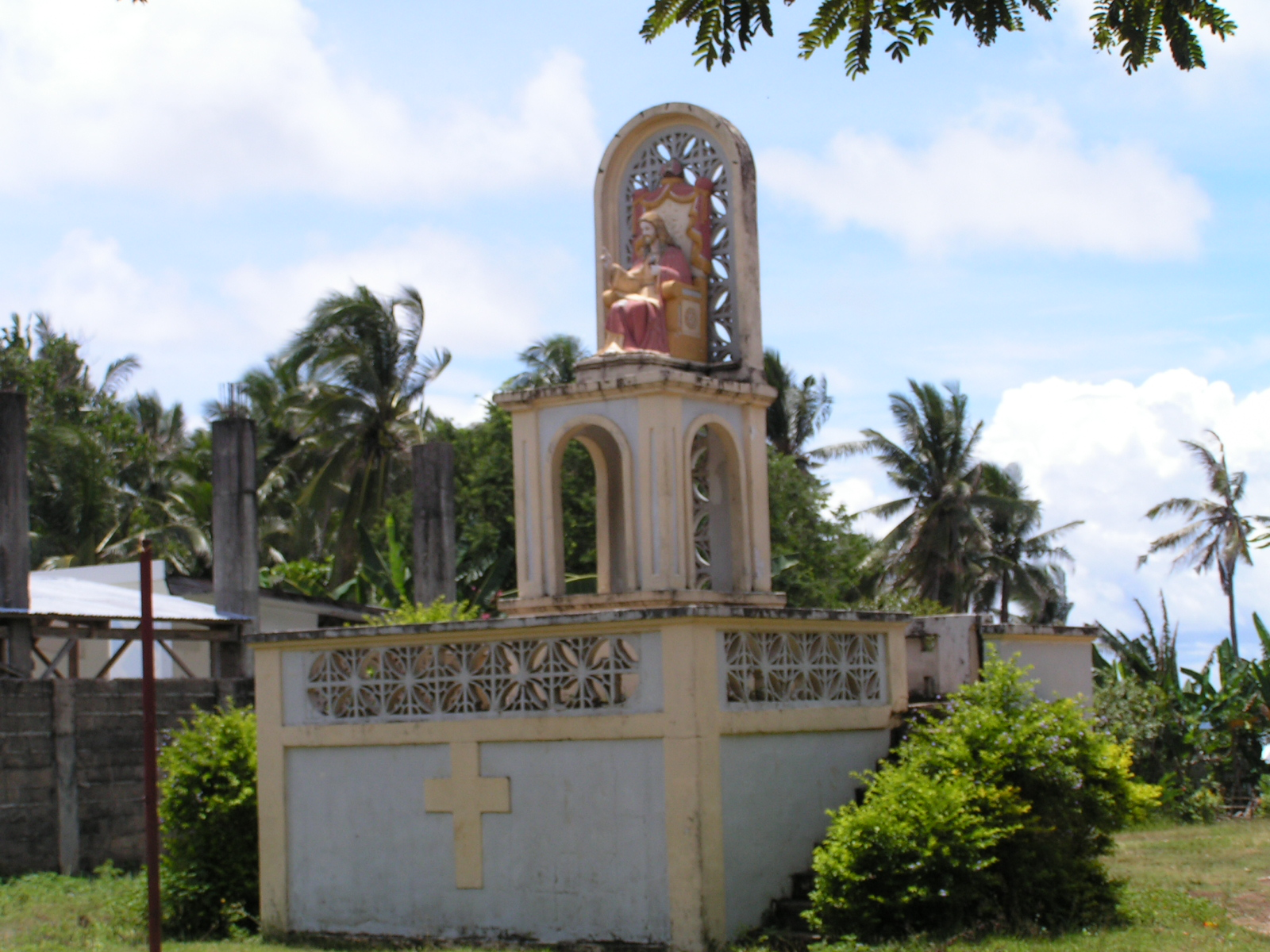